# 呉羽カントリークラブ
呉羽カントリークラブ（くれはカントリークラブ）は、富山県富山市にある富山県内でもっとも歴史の古いメンバーシップ制のゴルフ場。毎年北陸オープンゴルフトーナメントが開催される。

## 概要
富山県のゴルフ場は、1937年（昭和12年）頃、富山市郊外の大川寺公園の草っ原に仮設コース6ホールが存在したという記録がある（一部資料では9コースという記述もある。）。戦後では、1954年（昭和29年）、立山の弥陀ヶ原にゴルフ場を計画し、コース設計家の井上誠一が建設候補地を視察したが実現しなかった。また、1956年（昭和31年）、富山県知事の高辻武邦が立山山麓にゴルフ場と温泉を計画したが実現しなかった。
1957年（昭和32年）11月、電力の鬼といわれた松永安左衛門が、北陸電力株式会社が建設中の有峰ダムの視察に誘われたとき「有峰は見たいが富山県には飛行場もゴルフ場もないから」といったことが、北陸電力社長の山田昌作を発奮させることになった。以後、富山県のゴルフ場は山田昌作を中心に動き始めることになった。1959年（昭和34年）、全国のゴルフ場は150カ所を数えたが、ゴルフ場が無い所は山形県、福井県、富山県の3県だけであった。
1957年（昭和32年）、カナダ杯を日本に初めて誘致した正力松太郎は、富山県の出身である。そして、日本チームが優勝したことで、日本全国にゴルフブームを起こした。ますます「富山にもゴルフ場を」との声が増していった。北陸電力が中心になってゴルフ場の建設用地探しが始まり、富山駅から30分、標高150メートルの呉羽町（現・富山市）三熊の立山を望む高原25万坪にめぐり合った。
コース設計は、舘粲児に依頼した、舘は宮内庁造園師で皇居吹上御苑に6ホールのゴルフ場を造営したことがある。三熊のコース建設用地を見た舘は、「工事は難しいがいいコースができる」と診断した。1959年（昭和34年）4月24日、富山県で初めてのゴルフ場だからと「富山カントリークラブ」と名付け計画に着手し、ゴルフ場設立準備委員会が開催された。しかし、歴史を重んじる山田社長の意見で「呉羽カントリークラブ」と改称された。なお、使用されなかった「富山カントリークラブ」の名称は、後に1970年に開場した富山カントリークラブの名称となった。
1959年（昭和34年）10月1日、コース造成工事が着工され、同年11月20日に呉羽観光株式会社の創立総会開催（同年11月25日）に登記完了、翌年1960年（昭和35年）10月7日、コースの造成工事が完成し、10月8日に18ホールのゴルフ場が開場された。コース設計者の舘の設計理念は、「朝に一城を攻略し夕べに一城を征服する」、パーセーブ狙いだったが、開場当初は難しすぎるとの評価だった。同年10月8日から10月9日にかけて開場祝賀競技が開催され、同年10月10日より営業開始。
1964年（昭和39年）3月11日、関東ゴルフ連盟に加入し、同年3月21日には日本ゴルフ協会に加入した。1970年（昭和45年）11月24日、中部ゴルフ連盟独立のため関東ゴルフ連盟を退会し、1971年（昭和46年）2月20日、中部ゴルフ連盟に加盟した。
1972年（昭和47年）7月20日、コース設計を竹村秀夫に依頼し、9ホールを増設し27ホールに、1975年（昭和50年）10月3日にはさらに9ホールを増設36ホールとなり、翌1976年（昭和51年）には日本海コースと立山コースと名づけられた各18ホールのコースとなった。なお、立山コースはパー71のため、大会などでは日本海コースを使用することが多い。
クラブハウス2階には当クラブ30周年を記念して開設したゴルフミュージアムが設けられ、ゴルフに関する史料展示や当ゴルフクラブの歴史などを紹介している。
2000年（平成12年）9月9日から9月11日にかけて、2000年とやま国体夏季大会ゴルフ競技成年男子の部が秋篠宮文仁親王および文仁親王妃紀子を迎え日本海コースで開催された（富山県選手団が優勝）。
2004年（平成16年）10月20日、平成16年台風第23号により樹木1,228本がなぎ倒され、開場以来の多大な被害を受けた。
2009年（平成21年）、琵琶湖カントリー倶楽部と友好提携を結んだ。
開場60周年を迎える2020年（令和2年）に、日本海コースの2番と15番ホールで、合わせて108ヤード伸ばし、7,013ヤードとなった。

## 住所
- 〒930-0155　富山県富山市三熊19-2

## コース情報
- 開場日 - 1960年10月8日
- 設計者 - 館 粲児（日本海コース）、竹村 秀夫（立山コース）
- 面積 - 1,280,000m2（約38.7万坪）
- コースタイプ - 丘陵コース
- コース - 36ホールズ、パー143、13,653ヤード、コースレート、日本海コース73.2、立山コース72.2
- フェアウェー - コウライ
- ラフ - ノシバ
- グリーン - 1グリーン、ベント
- ラウンドスタイル - 全組キャディ付、歩いてのラウンド、1組4人が原則、状況によりツーサム可
- 練習場 - 20打席235ヤード
- 休場日 - 無休、1月中旬～2月28日はクローズ[15][16]

日本海コースは丘陵地帯の広いフェアウェイに緩いアンジュレーション、谷越え、浜越えなどが組み合わさっている。立山コースは全体にフラットなホールが多く、池やグリーン回りのハザードで盛り上げている。

## クラブ情報
- ハウス面積 - 6,330m2（1,914.8坪）
- ハウス設計 - 株式会社山下寿郎設計事務所（現・株式会社山下設計）
- ハウス施工 - 佐藤工業株式会社[15][16]
- 着工 - 1960年（昭和35年）3月29日[5]
- 竣工 - 1960年（昭和35年）10月7日[5]
- 増改築 - 1974年（昭和49年）2月 - 3月[10]、1988年（昭和63年）7月5日 - 1989年（平成元年）3月8日（大浴場、ロッカー室、キャディハウスを中心に増改築）[18]

## 赤とんぼクラブ
会員およびその家族、従業員の憩いの施設。1997年（平成9年）8月22日竣工。

## アクセス
- 電車　
  - 北陸本線（JR西日本）・あいの風とやま鉄道 - 富山駅より タクシー利用約20分[20]
- 道路	
  - 北陸道 - 富山西ICより 4Km 約6分[20]

## 開催トーナメント
毎年7月に北陸オープンゴルフトーナメント（日本プロゴルフ協会 後援）を開催している。1978年（昭和53年）より一流ツアープロと県内アマチュアが参加する富山県オープンゴルフトーナメントとしてスタートし、1999年（平成11年）よりプロならびに北陸3県のアマチュアが参加できる北陸オープンゴルフトーナメントと名称を変更し、現在も継続して行われている。